# Велюса
Велюса (на македонска литературна норма: Вељуса) е село в община Струмица на Северна Македония.

## География
Селото е разположено та 6 km северозападно от Струмица.

## История
В 1080 година струмишкият епископ Мануил изгражда западно над днешното село в планината Еленица Велюшкия манастир, посветен на „Света Богородица Милостива“ (Елеуса), който съществува и до днес. Най-вероятно селото дължи името си на него, като етимологията на името Велюса се извежда от прозвището на Света Богородица – Елеуса, т.е. Милостива, подобно на битолското село Велушина. Манастирът се споменава в редица средновековни извори.
През XIX век селото е със смесено население. В „Етнография на вилаетите Адрианопол, Монастир и Салоника“, издадена в Константинопол в 1878 година и отразяваща статистиката на населението от 1873 година, Велеуса (Véléoussa) е посочено като село със 75 домакинства, като жителите му са 228 българи и 39 мюсюлмани и 8 цигани. Между 1896 – 1900 година селото преминава под върховенството на Българската екзархия.
В 1895 година в селото са преброени 690 българи и 225 турци.
Според статистиката на Васил Кънчов („Македония. Етнография и статистика“) от 1900 година селото е населявано от 915 жители, от които 690 българи-християни и 225 турци.
В учебната 1904 – 1905 година в селото учител е Васил Драгомиров, който пише за Велюса:
| „     | Имаше около 160 къщи, от които 40 турски с най-лошите турци в околията. От християнските 120 къщи само 20 – 30 бяха български и от тях при другите учители е имало само 8 – 9 ученика, които са седели на един чин... Но за учебната 1904 – 1905 във Велюса имаше само българско училище и в селата всички бяха българи. Единствено монасите в манастира бяха гърци, но учителя нямаше ученици... Аз събрах около 75 деца, които разделих на четири отделения и започнах редовни занятия. | “ |
| [ 5 ] | |   |

В началото на XX век селото е смесено в конфесионално отношение. По данни на секретаря на Българската екзархия Димитър Мишев („La Macédoine et sa Population Chrétienne“) през 1905 година в селото има 256 българи екзархисти, 720 българи патриаршисти гъркомани и 40 българи протестанти. Там функционират българско и гръцко училище.
При избухването на Балканската война в 1912 година четири души от Велюса са доброволци в Македоно-одринското опълчение.
Според Димитър Гаджанов в 1916 година във Велюса живеят 55 турци, а останалите жители на селото са българи.
В периода 8 – 10 март 1949 година в Щип започва процес над следните будни българи от селото, организирали се на бойни действия срещу македонизма в защита на българщината на Вардарска Македония: Алекси Котев Митев на 29 години, главен организатор на групата, Костадин Араамов Грамбозов – Динката, на 26, Стоян Андонов Габеров на 30, Алекси Тимов Стоименов на 22, Панде Накев Гръклянов на 24, Коле (Никола) Василев Стоименов на 23, Славчо Тушев Атанасов – Абазов на 28, Ванчо (Йован) Тимов Стоименов на 31 и Панде Тимов Стоименов на 25. Освен тях преди процеса са арестувани и другарите им Васил Кръстев и Кирил Грамбозов, но са освободени поради липса на доказателства за вината им. Местни хора са осъдени и при друг противобългарски процес, проведен в Струмица, като особено тежка е съдбата на местния жител Георги Иванов, осъден на 20 години строг тъмничен затвор, чиято жена била изнасилена от двама агенти на УДБА, убили притеклите ѝ се на помощ 20-годишна дъщеря и 18-годишен син, за да няма свидетели на престъплението им.
Според преброяването от 2002 година селото има 1552 жители.
Според данните от преброяването през 2021 година Велюса има 890 жители.
| Националност     | Всичко |
| северномакедонци | 802    |
| албанци          | 0      |
| турци            | 0      |
| роми             | 0      |
| власи            | 0      |
| сърби            | 0      |
| бошняци          | 0      |
| други            | 88     |

В селото има основно училище „Гоце Делчев“, поща, аптека, православен девически манастир „Света Богородица Милостива“, православна църква „Успение на Пресвета Богородица“ и методистко-евангелиска църква. Местният футболен клуб се казва Еленица.

## Личности
Родени във Велюса
- Алекса Стоименов (1927 – ?), българо-белгийски общественик, деец на МПО
- Борислав Стойменов (р. 1940), северномакедонски политик
- Георги Петров (о. 1893 – ?), македоно-одрински опълченец, 4-та рота на 3-та солунска дружина, ранен на 17 юни 1913 година[14]
- Григор Филев (о. 1894 – ?), македоно-одрински опълченец, 4-та рота на 3-та солунска дружина[15]
- Тане Мицев (о. 1875 – ), македоно-одрински опълченец, чета на Панайот Карамфилов[16]
- Томе Евтимов (о. 1885 – ?), македоно-одрински опълченец, 1-ва рота на 3-та солунска дружина, носител на кръст „За храброст“ IV степен[17]